# Carl Wilhelm von Heideck
Carl Wilhelm von Heideck, dit Heidegger (Sarralbe, 6 décembre 1788 - Munich, 21 février 1861) est un général de l'armée bavaroise. Philhellène et artiste-peintre, il fut également membre du Conseil de Régence grec pendant la minorité du roi Othon Ier de Grèce.

## Biographie
Charles Guillaume de Heideck voit le jour à Sarralbe en Lorraine, le 6 décembre 1788. Il étudie à l'école d'art de Zurich avec les professeurs Johann Heinrich Meyer et K. Geßner. Il excelle alors dans les paysages et les scènes antiques. En 1801, il s'engage dans l'armée bavaroise et entre à l'académie militaire de Munich. Promu lieutenant dans l'artillerie, il participe aux campagnes militaires à partir de 1805. Après l'Autriche et la Prusse, il est envoyé au Tyrol en 1809, puis en Espagne l’année suivante. De retour en 1813, il est promu major (commandant). Il accompagne ensuite le prince héritier et futur roi de Bavière Louis Ier au Congrès de Vienne.
De 1816 à 1825, à côté de ses obligations militaires, Charles Guillaume de Heideck s'adonne à la peinture, composant pas moins de 67 tableaux.
Lieutenant-colonel en 1826, Charles-Guillaume de Heideck part se battre en Grèce, aux côtés des Grecs insurgés, contre l'Empire ottoman. En 1827, il participe, sous les ordres de Gordon, aux tentatives infructueuses pour dégager l'Acropole d'Athènes. En mars de la même année, il commande l'expédition contre Oropos pour couper l'approvisionnement des assiégeants ottomans. Kapodistrias le nomme commandant de la place de Nauplie en 1828, puis gouverneur militaire d'Argos.
Charles-Guillaume de Heideck retourne ensuite à Munich. Il réintègre l'armée bavaroise, avec le grade de colonel, et se consacre de nouveau à la peinture.
En 1832, lorsque Othon, le second fils du roi Louis Ier de Bavière, est désigné roi de Grèce, Heideck, désormais général, est nommé au Conseil de Régence.
Charles Guillaume de Heideck décéda le 21 février 1861, à Munich en Bavière.